# 倉吉北高等学校
倉吉北高等学校（くらよしきたこうとうがっこう）は、鳥取県倉吉市福庭町一丁目にある私立高等学校。学校法人松柏学院が運営している。

## 歴史
- 1961年（昭和36年） - 倉吉北高等学校として開校。
- 1975年（昭和50年） - 女子バスケットボール部が夏の全国高等学校総合体育大会バスケットボール競技大会（第28回）に初出場。
- 1975年（昭和50年） - 野球部が春の選抜高等学校野球大会（第47回）に初出場。
- 1978年（昭和53年） - 野球部が夏の全国高等学校野球選手権大会（第60回）に初出場。初戦で東東京代表の早稲田実業を破る。
- 1979年（昭和54年） - 野球部が春の第51回選抜高等学校野球大会でベスト8に進出し、優勝した和歌山代表の箕島高校に敗れる。
- 1981年（昭和56年） - 野球部が春の第53回選抜高等学校野球大会でベスト4に進出し、優勝した大阪代表のPL学園に敗れる。
- 1998年（平成10年） - 男子バスケットボール部が夏の全国高等学校総合体育大会バスケットボール競技大会（第51回）に初出場。
- 2002年（平成14年） - 女子バスケットボール部が夏の第55回全国高等学校総合体育大会バスケットボール競技大会でベスト16に進出する。
- 2013年（平成25年） - ラグビー部が第93回全国高等学校ラグビーフットボール大会に初出場。
- 2014年（平成26年）- 鳥取県外からの特待生受け入れが大幅に減少[1]。
- 2015年（平成27年）12月 - 鳥取県や金融機関と共に経営改善委員会を発足[1]。
- 2016年（平成28年）
  - 2月3日 - 松柏学院の伊藤厳一理事長が辞任[1]。
  - 3月1日 - 岩本恭昌（元鳥取県立倉吉農業高等学校・鳥取県立淀江産業技術高等学校校長）が松柏学院理事長に就任[1]。

## 学科
全日制
- 普通学科普通科
  - 特別進学コース
  - 健康スポーツコース
  - 総合コース
  - 公務員類型
  - ビジネス類型
  - 福祉類型
  - スポーツ類型

※2年時より4つの類型を選択授業にて学ぶ。
- 家庭学科調理科
  - 調理科

## 部活動

### 硬式野球
春夏通算成績 6勝10敗
鳥取県の高校野球界は長らく鳥取西と米子東の天下だったが、そうした状況にいろいろな点から風穴を開けたのが倉吉北である。それまでの鳥取県勢は守備を鍛えて少ないチャンスに得点する戦い方が主流だったが、倉吉北を強豪校に育て上げた徳山一美監督は「2強と同じことをしていては勝てない」と打線の強化に力を入れた。その結果、1975年には春の選抜に、1978年には夏の選手権に初出場を果たす。県中部からの、また私学としての初めての鳥取県代表だった。特に1978年の夏の初出場の際は、初戦で早稲田実を破り、2回戦では敗れはしたものの準優勝校の高知商と派手な打撃戦を繰り広げて注目された。
1978年の夏の大会で早稲田実を破り、1979年の選抜では強豪を連破してベスト8に入ったことで、山陰の暴れん坊と呼ばれるようになった。また当時の鳥取県は参加校が20校（1979年夏）と全国一少なく、「甲子園に一番出やすい県」として、関西からのいわゆる野球留学生が増加することとなった。
1981年の選抜ではベンチ入りメンバー15人のうち、京阪神出身者が13人という布陣でベスト4入りした。鳥取県勢の4強進出は1961年の米子東以来20年ぶりの快挙だったが、こうしたチーム作りは高校野球のあり方について様々な論議を呼ぶこととなった。
その後は不祥事もあって低迷。春の選抜には4強入りした1981年を最後に出場していない。夏の大会には計6回出場しているが、勝ち星は初出場時に早稲田実を破った1勝のみにとどまっている。

#### 全国高等学校野球選手権大会
夏通算成績 1勝6敗
| 年度                 | 出場回数      | 全国大会成績 | 対戦校                                       |
| -------------------- | ------------- | ------------ | -------------------------------------------- |
| 1978年（第60回大会） | 初出場        | 2回戦敗退    | 3－2 早稲田実（東東京） 6－14 高知商（高知） |
| 1980年（第62回大会） | 2年ぶり2回目  | 1回戦敗退    | 1－2 習志野（千葉） 延長10回                 |
| 1992年（第74回大会） | 12年ぶり3回目 | 2回戦敗退    | 0－6 東海大甲府（山梨）                      |
| 1999年（第81回大会） | 7年ぶり4回目  | 1回戦敗退    | 0－8 静岡（静岡）                            |
| 2002年（第84回大会） | 3年ぶり5回目  | 1回戦敗退    | 1－6 桜美林（西東京）                        |
| 2006年（第88回大会） | 4年ぶり6回目  | 1回戦敗退    | 6－7 松代（長野）                            |

#### 選抜高等学校野球大会
春通算成績 5勝4敗
1979年の第51回大会での2回戦・高松商戦の1回表に、一番打者谷川哲也が初回先頭打者本塁打を放っている。
1981年の第53回大会での2回戦・中京商戦では山根克士（徳山大学・現在ゴルファー）が大会史上初の代打本塁打を放つなど、代打陣の活躍で4強入りし、高校野球における代打の重要性を再認識させることとなった。これ以後も、春の選抜の重要な選考資料となる秋季中国地区大会にたびたび出場している。しかし早い段階で敗退することが多く、5回目の選抜出場はいまだに実現していない。
| 年度                 | 出場回数     | 全国大会成績 | 対戦校                                                                          |
| -------------------- | ------------ | ------------ | ------------------------------------------------------------------------------- |
| 1975年（第47回大会） | 初出場       | 1回戦敗退    | 1－6 福井商（福井）                                                             |
| 1979年（第51回大会） | 4年ぶり2回目 | ベスト8      | 1－0 静岡（静岡） 7－4 高松商（香川） 1－5 箕島（和歌山）                       |
| 1980年（第52回大会） | 2年連続3回目 | 1回戦敗退    | 4－5 東海大三（長野）                                                           |
| 1981年（第53回大会） | 3年連続4回目 | ベスト4      | 5－4 鳴門商（徳島） 3－2 中京商（岐阜） 2－1 高松商（香川） 0－4 PL学園（大阪） |

### バスケットボール
女子はインターハイ34回、ウィンターカップ20回出場の常連となっている。最高成績は2002年の第55回茨城大会のベスト16で、このとき3回戦で強豪中村学園女子の前に敗退。
男子もインターハイ2回、ウィンターカップ4回の出場歴がある。
2018年11月4日に18年ぶりとなるウィンターカップ鳥取予選優勝。

## 学生寮
- 自宅通学困難生徒のための学生寮がある。
- 2018年に学生寮の空室を鳥取県外からの鳥取県立高校進学者のために活用する協定を鳥取県教委と結んだ[2]

## 著名な卒業生
- 櫻田百合子（青森県十和田市長）
- 矢田万寿男（元プロ野球選手）
- 加藤伸一（元プロ野球選手・福岡ソフトバンクホークスコーチ）
- 石本龍臣（元プロ野球選手、競輪選手）
- 谷川哲也（元プロ野球コーチ）
- 西谷綾子（モデル・タレント）
- 問雅臣（バスケットボール選手）
- 鈴木愛（プロゴルファー）
- 馬伊娜（バスケットボール選手）
- 本川翔太（舞台俳優）